# 九夜茴
九夜茴，（1983年3月24日—）中国作家。小说《匆匆那年》的作者。

## 生平
出生于北京市。代表作《匆匆那年》为当代青春文学作品，“匆匆那年”也成为了80后一起追忆青春的代名词。《匆匆那年》、《花开半夏》都被改编为电影或者电视剧，九夜茴，也成为了文学、影视双向发展的作家。

## 主要作品

### 小说
| 出版日期 | 作品名称       | 备注                 |
| -------- | -------------- | -------------------- |
| 2008     | 《花开半夏》   | 翻拍成电视剧         |
| 2009     | 《匆匆那年》   | 翻拍成电影及网络剧   |
| 2010     | 《初恋爱》     | 翻拍成網路劇，未開播 |
| 2015     | 《曾少年》     |                      |
| 2016     | 《白狐的人生》 | 翻拍成网络剧         |